# طوخ الأقلام
قرية طوخ الأقلام هي إحدى القرى التابعة لمركز السنبلاوين في محافظة الدقهلية في جمهورية مصر العربية. حسب إحصاءات سنة 2006، بلغ إجمالي السكان في طوخ الأقلام 14641 نسمة، منهم 7389 رجل و7252 امرأة.

## التاريخ
قرية طوخ الأقلام من القرى القديمة، حيث وردت باسم «طوخ الأقلام» في أعمال الشرقية ضمن قرى الروك الصلاحي التي أحصاها ابن مماتي في كتاب قوانين الدواوين، كما وردت باسم «طوخ الأقلام» في أعمال الشرقية ضمن قرى الروك الناصري التي أحصاها ابن الجيعان في كتاب «التحفة السنية بأسماء البلاد المصرية». وفي العصر العثماني وردت باسم «طوخ الأقلام» في التربيع العثماني الذي أجراه الوالي العثماني سليمان باشا الخادم في عصر السلطان العثماني سليمان القانوني ضمن قرى ولاية الدقهلية، وفي تاريخ 1228هـ/1813م الذي عدّ قرى مصر بعد المسح الذي قام به محمد علي باشا باسم «طوخ الأقلام» ضمن قرى مديرية الدقهلية.